# Diego Segura
Diego Ivan Segura Ramirez (Sevilla, 16 de junio de 1984) es un exfutbolista español.

## Trayectoria deportiva
Comenzó su carrera futbolística ligado al Real Betis. Pasó por las categorías juveniles del club hasta llegar al filial verdiblanco.
En el filial verdiblanco estuvo desde el año 2003 al 2009, cuando ficha por el Deportivo Alavés.
En ese periodo logra debutar en la Primera división durante la temporada 2008/2009 en el partido que enfrentó al Real Betis frente al Valencia CF. También jugó en los partidos frente a RCD Español y Atlético de Madrid. En total fueron 3 partidos los disputados con el primer equipo. Dicha temporada desciende a Segunda División.
Para la temporada 2009/2010 ficha por el Deportivo Alavés, para jugar en la Segunda División B. Dicha temporada disputa un total de 25 partidos y marca 2 goles, debido en gran parte a las lesiones que sufrió durante la temporada. A nivel colectivo supone una temporada negativa, pues no se clasifican para el play off de ascenso a Segunda División.
La temporada 2010/2011 la disputa en el Real Jaén, en Segunda B. Disputa un total de 35 partidos y marca 5 goles. A nivel colectivo finaliza en la 8º posición, lejos de los puestos de ascenso.
La temporada 2011/2012 la disputa en la AD Ceuta, club en el que compite de nuevo en Segunda B. Logra marcar de nuevo 5 goles. 
Para la temporada 2012/2013 firma por el Fútbol Club Cartagena, recién descendido de la Segunda División y con el objetivo de recuperar dicha categoría. El jugador se convierte en pieza fundamental del equipo. Con el conjunto albinegro, termina la liga regular como subcampeón de grupo y disputa las eliminatorias de ascenso a Segunda División. No se consigue el objetivo del ascenso tras caer derrotados en la primera eliminatoria. El jugador renueva por dos temporadas más al término de la campaña 2012/2013.

## Clubes y estadísticas
| Club                  | Categoría          | Año       | Partidos | Goles |
| --------------------- | ------------------ | --------- | -------- | ----- |
| Real Betis B          | Segunda División B | 2003-2009 | ?        | ?     |
| Real Betis            | Primera División   | 2008-2009 | 3        | 0     |
| Deportivo Alavés      | Segunda División B | 2009-2010 | 24       | 2     |
| Real Jaén             | Segunda División B | 2010-2011 | 35       | 5     |
| AD Ceuta              | Segunda División B | 2011-2012 | 28       | 5     |
| Fútbol Club Cartagena | Segunda División B | 2014-2015 |          |       |
| Marbella FC           | Segunda División B | 2014-2015 |          |       |
| Club Deportivo Alcalá | Tercera División   | 2015-2016 |          |       |

## En la actualidad
Diego Segura Ramírez, tras su última etapa en el fútbol y habiendo adquirido la titulación necesaria, decidió montar una consulta de Psicólogos en Sevilla en la que aparte de realizar la labor de Psicólogo general sanitario, también se especializa en la atención cómo psicólogo deportivo.